# 天安 (北魏)
天安（てんあん）は、南北朝時代の北魏において、献文帝の治世に使用された元号。466年正月 - 467年8月。

## 西暦・干支との対照表
| 天安 | 元年  | 2年   |
| 西暦 | 466年 | 467年 |
| 干支 | 丙午  | 丁未  |